# James Provan
James Provan (d. 19 decembrie 1936) este un om politic britanic, membru al Parlamentului European în perioadele 1979-1984, 1984-1989, 1994-1999 și 1999-2004 din partea Regatului Unit.
1. 1 2 3  Deputații în Parlamentul European